# Drużynowe Mistrzostwa Świata Juniorów na Żużlu 2006
Drużynowe Mistrzostwa Świata Juniorów (DMŚJ) na żużlu – cykl turniejów mających wyłonić najlepszą drużynę narodową (do lat 21) na żużlu.
W sezonie 2006 do rozgrywek zgłosiło się 9 drużyn narodowych. 8 drużyn przystępuje do rywalizacji od dwóch półfinałów (w Abensbergu i Kulma). Zwycięzcy półfinałów awansowali do finału (Rybnik), w którym wystąpili także gospodarze finału Polacy. Stawkę czwórki finalistów uzupełnił zespół, który zdobył więcej punktów spośród zespołów, które zajęły drugie miejsca.
Drużyny składają się z czwórki zawodników i jednego rezerwowego. Zawody odbywają się według tabeli biegowej.
DMŚJ były rozgrywane po raz drugi – w poprzednim sezonie w czeskich Pardubicach zwyciężyli Polacy przed Szwedami i Duńczykami.

## Półfinały

### Abensberg
5 czerwca – Abensberg (Niemcy)
- Drużyna Łotwy wycofała się ze startu w półfinale. Zastąpiła ją druga drużyna Niemiec.
- Do finału awansowała Dania oraz Niemcy.

| Msc |                                                                                                  | Drużyna / Zawodnik | Biegi           | Punkty |
| --- | ------------------------------------------------------------------------------------------------ | ------------------ | --------------- | ------ |
| 1   |                                                                                                  | Dania              | Dania           | 46     |
| 1   | (13) Morten Risager (14) Henrik Moller (15) Nicolai Klindt (16) Leon Madsen (20) Patrick Hougård |                    | 14 4 11 12 5    |        |
| 2   |                                                                                                  | Niemcy             | Niemcy          | 40     |
| 2   | (5) Christian Hefenbrock (6) Thomas Stange (7) Tobias Kroner (8) Kevin Wolbert (18) Max Dilger   |                    | 16 3 10 11 0    |        |
| 3   |                                                                                                  | Wielka Brytania    | Wielka Brytania | 28     |
| 3   | (9) Daniel King (10) Jason King (11) Ben Wilson (12) James Wright (19) Ben Barker                |                    | 8 2 5 9 4       |        |
| 4   |                                                                                                  | Niemcy II          | Niemcy II       | 5      |
| 4   | (1) Stefan Kurz (2) Manfred Betz (3) Christoph Demmel (4) Frank Facher (17) brak zawodnika       | –                  | 1 0 1 3 -       |        |

### Kulma
17 czerwca – Kulma (Szwecja)
- Do finału awansowała reprezentacja Szwecji.

| Msc | | Drużyna / Zawodnik                                          | Biegi      | Punkty |
| --- | --- | ----------------------------------------------------------- | ---------- | ------ |
| 1   | | Szwecja                                                     | Szwecja    | 56     |
| 1   | (13) Antonio Lindbäck (14) Sebastian Aldén (15) Fredrik Lindgren (16) Ricky Kling (20) Robert Pettersson  | (3,3,3,-,3) (3,-,3,3,3) (3,3,3,3,3) (2,-,3,3,2) (2,3,2)     | 12 15 10 7 |        |
| 2   | | Czechy                                                      | Czechy     | 33     |
| 2   | (5) Matěj Kůs (6) Filip Sitera (7) Zdenek Simota (8) Hynek Stichauer (18) brak zawodnika                  | (1,1,1,0,-) (2,3,1,2,1) (3,2,2,2,3,2) (1,w,2,2,2) –         | 3 9 14 7 - |        |
| 3   | | Rosja                                                       | Rosja      | 27     |
| 3   | (9) Daniił Iwanow (10) Marat Gatiatow (11) Rusłan Gatiatow (12) Aleksiej Charczenko (19) Aleksiej Guzajew | (2,1,1,-,1) (1,2,-,1,-) (0,-,2,1,-) (2,1,2,w,2) (2,1,3,1,1) | 5 4 3 7 8  |        |
| 4   | | Finlandia                                                   | Finlandia  | 4      |
| 4   | (1) Rene Lehtinen (2) Teemu Lehti (3) Joni Keskinen (4) Jani Eerikäinen (17) Aarni Heikkilä               | (0,1,0,1,0) (0,0,0,0,0) (1,0,0,1,0) (0,-,0,0,0) (0)         | 2 0 2 0 0  |        |

## Finał
W finale startują gospodarze (Polska), zwycięzcy półfinałów (Dania i Szwecja) oraz drużyna z drugich miejsc z lepszym bilansem punktów (Niemcy).

### Rybnik
Rybnik – 17 września 2006 (18:00)
- NCD: 65,95 s – Fredrik Lindgren w biegu I
- Prezydent Jury: Christer Bergström
- Sędzia: Mick Bates
- Widzów: 3500

| Msc | | Drużyna / Zawodnik                                            | Biegi       | Punkty |
| --- | --- | ------------------------------------------------------------- | ----------- | ------ |
| 1   | | Polska                                                        | Polska      | 41     |
| 1   | (9) Krzysztof Buczkowski (10) Adrian Miedziński (11) Paweł Hlib (12) Karol Ząbik (19) Paweł Miesiąc        | (1,3,1,-,w) (1,-,3,3,1) (1,2,3,3,3) (2,3,3,2,3) (2,1)         | 5 8 12 13 3 |        |
| 2   | | Szwecja                                                       | Szwecja     | 27     |
| 2   | (13) Robert Pettersson (14) Fredrik Lindgren (15) Sebastian Aldén (16) Ricky Kling (20) Thomas H. Jonasson | (-,0,-,-,-) (3,3,3,3,2,1) (0,3,1,0,-) (0,0,0,-,0) (2,1,3,2,w) | 0 15 4 0 8  |        |
| 3   | | Dania                                                         | Dania       | 26     |
| 3   | (5) Klaus Jakobsen (6) Morten Risager (7) Nicolai Klindt (8) Henrik Moller (18) Kenneth Hansen             | (1,0,-,0,-) (3,1,0,0,-) (2,2,2,1,3,2) (3,0,2,0,2) (2,d)       | 1 4 12 7 2  |        |
| 4   | | Niemcy                                                        | Niemcy      | 25     |
| 4   | (1) Christian Hefenbrock (2) Tobias Kroner (3) Kevin Wölbert (4) Max Dilger (17) Tobias Busch              | (3,1,2,2,2,0) (2,1,1,1,1,1) (0,1,0,-,3,2) (0,2,0,-,-)         | 10 7 6 2 ns |        |